# Amina bint Abdul Halim bin Salem Nasser
Amina bint Abdul Halim bin Salem Nasser (décédée le 12 décembre 2011) est une Saoudienne décapitée en 2011 pour sorcellerie,,. La sorcellerie, au même titre qu'insulter l’islam ou que l’homosexualité, est punie de peine de mort en Arabie saoudite. 
Amina bint Abdul Halim bin Salem Nasser est arrêtée en 2009 par la police politique. Accusée de tromper les gens en se faisant passer pour une guérisseuse, elle est reconnue coupable de pratique de la sorcellerie par un tribunal,. Les crimes qu'elle aurait commis n'ont jamais été rendus publics, le tribunal se contentant de statuer qu'elle constituait une menace pour l'islam,. Sa condamnation fut confirmée par les plus hautes autorités du pays. L’exécution a lieu dans la province d’Al Jawf, dans le nord du pays, en 2011. Amina est âgée de 60 ans. Elle est la seconde personne à être exécutée pour sorcellerie en Arabie saoudite en 2011.